# Aeroporto di Mulhouse-Habsheim
L'aeroporto di Mulhouse-Habsheim è un aeroporto francese situato nel comune di Habsheim, usato tipicamente per l'aviazione leggera e sportiva.
Si trova in uno spazio aereo non controllato, ma dispone di una torre solo a scopo informativo.

## Incidenti
Il 2 giugno 1988 l'aerodromo è stato il luogo dell'incidente del primo Airbus A320 in occasione del volo dimostrativo Volo Air France 296.